# Краснополосый морской окунь
Краснополосый морской окунь (лат. Sebastes babcocki) — вид морских лучепёрых рыб семейства  скорпеновых (Scorpaenidae). Обитает в северо-восточной части Тихого океана. Встречается на глубине до 625 м. Максимальная длина 64 см. Видовое название дано в честь Джона Бэбкока (англ. John Pease Babcock), эколога и государственного служащего в Калифорнии и Британской Колумбии.

## Описание
Грузное массивное тело покрыто ктеноидной чешуёй. На голове многочисленные сильные шипы (носовые, предглазничные, надглазничные, заглазничные, тимпальные, затылочные и корональные). Нухальные шипы отсутствуют.  Межглазничное пространство плоское или слегка выпуклое. На первой жаберной дуге 29—33 жаберных тычинок. Длинный спинной плавник с 13 колючими и 13—15 мягкими лучами. В анальном плавнике 3 колючих и 6—7 мягких лучей, вторая колючка длиннее третьей. В грудном плавнике 22—23 мягких лучей. Хвостовой плавник усечённый. В боковой линии 41—51 чешуй.
Тело белого или бледно-розового цвета с четырьмя широкими вертикальными полосами красного или оранжевого цвета. Полосы тянутся от спинного плавника (заходят на него) до брюха. Первая полоса начинается от начала основания спинного плавника, а последняя проходит по хвостовому стеблю. У крупных особей полосы становятся бледнее. Ещё одна красная полоса проходит радиально от глаза до края жаберной крышки и заходит на грудной плавник.
Максимальная длина тела 64 см, а масса 4,4 кг.

## Биология
Краснополосые морские окуни — морские демерсальные рыбы. Обитают на глубине от 49 до 625 м, обычно на глубине 150—350 м. Ведут одиночный образ жизни, иногда образуют небольшие группы. Максимальная продолжительность жизни 106 лет.

### Размножение
Живородящие рыбы с внутренним оплодотворением. Размер и возраст созревания варьируется в широких пределах в зависимости от пола рыб и региона. У берегов Калифорнии рыбы созревают в возрасте 3-х лет, а у побережья Британской Колумбии — в возрасте 19 лет. Впервые созревающие самцы мельче по сравнению со впервые созревающими самками. У Орегона самцы созревают при длине тела 23 см, а самки — 28 см, а у берегов Британской Колумбии особи обоего пола созревают при длине тела 42 см. Спаривание происходит осенью. Сперма сохраняется внутри самки в течение нескольких месяцев до оплодотворения икры. Вылупление происходит внутри самки. Вымет личинок наблюдается в марте — сентябре (Британская Колумбия — апрель; залив Аляска — май).

## Распространение
Распространены в прибрежных водах северо-восточной части Тихого океана. Ареал простирается от Сан-Диего (Калифорния) до залива Аляска и далее на север до Алеутских островов (Амчитка) и Берингова моря.

## Хозяйственное значение
Имеют ограниченное промысловое значение. Иногда попадаются в качестве прилова при промысле  желтохвостого морского окуня. Объект спортивной рыбалки.